# Batalha de Zelengora
A Batalha de Zelengora foi a batalha final entre os Partisans iugoslavos e os Chetniks travada entre 12 e 13 de maio de 1945. No momento da batalha, a Segunda Guerra Mundial na Europa já havia terminado oficialmente e as unidades partisans haviam se reorganizado no Exército Iugoslavo. As forças Chetniks tentaram chegar à Sérvia a partir da Bósnia, através de Zelengora, Drina e Sandžak. Os Partisans impediram a sua tentativa criando uma "zona-tampão" na área em torno do rio Bosna-Kalinovik-Motajica-Travnik. Os guerrilheiros foram finalmente vitoriosos, infligindo pesadas perdas aos chetniks, que foram de facto destruídos como movimento.

## Prelúdio
Após sua divisão com as forças leais a Pavle Đurišić, os Chetniks restantes de Draža Mihailović da Sérvia e da Bósnia se mudaram para as proximidades de Modriča no final de março de 1945. Đurišić levou as suas forças em direção à Eslovênia, acreditando que Dimitrije Ljotić poderia salvá-las da destruição e uni-las às forças de Momčilo Đujić e Dobroslav Jevđević. Ljotić tinha certeza de que um conflito armado entre a União Soviética e os Aliados Ocidentais (que aceitariam a derrotada Alemanha Nazista como aliada) era inevitável. O próprio Mihailović manteve correspondência com Ljotić via rádio e também se encontrou com uma delegação enviada por Ljotić e Hermann Neubacher, liderada pelo secretário pessoal de Ljotić, Boško Kostić, e Milan Aćimović, ex-chefe do Governo Comissário e Ministro do Interior no Governo de Salvação Nacional da Sérvia de Milan Nedić. Kostić tentou persuadir Mihailović a juntar-se a eles também, mas Mihailović recusou. Ele concordou em enviar o general Miodrag Damjanović à Eslovênia para assumir o comando das forças traidoras sérvias que já estavam lá. Kostić regressou com Damjanović, enquanto Aćimović decidiu ficar com Mihailović. 
Mihailović não quis ir para a Eslovênia devido a informações falsas que lhe foram dadas de que os supostos sérvios estavam insatisfeitos com o regime comunista. Mihailović recebeu esta informação falsa do OZNA, a agência de segurança dos partisans de Tito, que queria evitar que Mihailović escapasse da Iugoslávia. OZNA já havia obtido cifras e indicativos de chamada do comandante Chetnik morto, Predrag Raković, e, em janeiro de 1945, com a ajuda de um ex-radiotelegrafista Chetnik, conseguiu estabelecer contato e convencer Mihailović a acreditar que ele estava mantendo correspondência com o o genuíno prefeito de Chetnik, Trivun Ćosić, que supostamente liderou escaramuças contra os partisans de Tito.  Mihailović ficou tão impressionado com esta fachada que, a contragosto, revelou à OZNA os seus planos de enviar grupos de sabotadores e comandos sobre o rio Drina. OZNA e KNOJ conseguiram posteriormente capturar ou matar todos os membros desses grupos. 
No dia 13 de abril, os Chetniks de Mihailović iniciaram a sua marcha, mas, em vez de seguirem em direção ao curso inferior do rio Drina, onde era impossível atravessar o rio sem barcos nesta época do ano, seguiram para oeste ao longo da margem oriental do rio Sava, até se aproximarem da foz do rio Vrbas. Este curso deveria induzir em erro unidades do Exército Iugoslavo, fazendo-as pensar que os Chetniks se dirigiam para a Eslovênia.  O plano de Mihailović não funcionou, pois os movimentos das suas forças foram monitorados meticulosamente por unidades do Exército Iugoslavo. Em 15 de abril, as forças de Mihailović chegaram à área ao redor de Bosanski Brod e Derventa. O grupo subitamente virou para sul e sudeste através das montanhas, até um ponto a leste de Konjic no Neretva, depois para sudeste na direção de Kalinovik e Zelengora e para leste, novamente em direção a Drina, até o ponto perto da aldeia de Brody, onde foi possível atravessar o rio sem dificuldade. Ao longo do caminho, os Chetniks travaram escaramuças com o HOS, e chegaram à região de Fojnica em 19 de abril.

## Batalha
Em 7 de maio, as forças de Mihailović somavam cerca de 5.000 a 6.000, entre eles algumas centenas de Chetniks bósnios.  Contudo, em Zelengora chegaram apenas 3.000 a 4.000 homens, pois uma coluna liderada por Dragoslav Račić se separou e seguiu em direção a Jahorina e Rogatica.  Em contraste com os Chetniks, o Exército Iugoslavo era militarmente superior, com artilharia e força aérea.
A batalha final entre os Chetniks e o exército iugoslavo foi travada de 10 a 13 de maio. O exército iugoslavo empurrou os Chetniks para um desfiladeiro alto e íngreme do rio Jezerica. Os Chetniks foram consequentemente expostos a ataques terrestres, de artilharia e aéreos. Durante a descida e travessia do rio, os Chetniks sofreram pesadas perdas - um grande número de homens, todos os seus cavalos, equipamentos pesados, arquivos e estações de rádio foram destruídos, esta última interrompendo a ligação de rádio entre Mihailović e o "Prefeito Ćosić" .  Apenas algumas centenas de Chetniks conseguiram sobreviver; entre eles estavam Mihailović e Nikola Kalabić. O general Miroslav Trifunović, Milan Aćimović, Miodrag Palošević e Neško Nedić foram alguns dos mortos.

## Consequências
A batalha foi uma derrota decisiva para os Chetniks, após a qual eles se tornaram grupos de homens dispersos, perseguidos pelo Exército Iugoslavo, KNOJ e OZNA. Mihailović conseguiu escapar da captura e das armadilhas montadas pelas forças de segurança iugoslavas, até ser capturado dez meses depois por agentes da OZNA, que se disfarçaram de Chetniks e foram liderados por seu outrora aliado de maior confiança, Nikola Kalabić.